# La Massana
La Massana è un comune di Andorra, nella parte nord-orientale del Paese con 9 937 abitanti (dato 2010).
I suoi abitanti si chiamano Massanencs. La festa patronale cade il 17 novembre, la festa major il 15 agosto. Si trova alla confluenza del rio d'Arinsal o d'Erts con la ribera d'Ordino.
Il nucleo antico del villaggio, abitato da 5 067 abitanti (dato 2010), è costituito dalla chiesa di Sant Iscle e Santa Vittoria, documentata sin dall'XI secolo, che possiede un campanile a torre quadrata del XVII secolo, con copertura piramidale. Presenta un altare in stile barocco.
All'interno della superficie della parrocchia di La Massana si trova il Picco di Coma Pedrosa, ovvero la cima più alta di Andorra, a 2946 metri di altezza. Le altre quattro montagne più elevate si trovano comunque tutte nel territorio di La Massana, che è quindi quello con l'altitudine media più elevata.

## Geografia antropica

### Villaggi
Le località comunali sono:
- Pal
- Arinsal
- Erts
- Sispony
- Anyós
- L'Aldosa de la Massana
- Escàs

## Società

### Evoluzione demografica
Abitanti censiti